# Filet'en
Filet’en er en lille samling af ca. 80 forskellige slags træer beliggende i skoven Farum Lillevang ved Farum. Træerne stammer hovedsageligt fra Europa, Nord-Amerika og Asien. Området har sit navn fordi det tilplantede areal har form som en filet.
Samlingen er startet af skovrider, Just Holten, i 1930’erne.
Skov og Naturstyrelsen har udgivet en folder om området der kan hentes på deres hjemmeside http://www.skovognatur.dk Arkiveret 4. oktober 2007 hos  Wayback Machine
|  | Denne artikel om lokaliteten Filet'en kan blive bedre, hvis der indsættes et (bedre) billede. Du kan hjælpe ved at afsøge Wikimedia Commons for et passende billede eller lægge et op på Wikimedia Commons med en af de tilladte licenser og indsætte det i artiklen. |

55°49′23″N 12°18′47″Ø / 55.82306°N 12.31306°Ø